# Liste der diplomatischen Vertretungen in Botswana

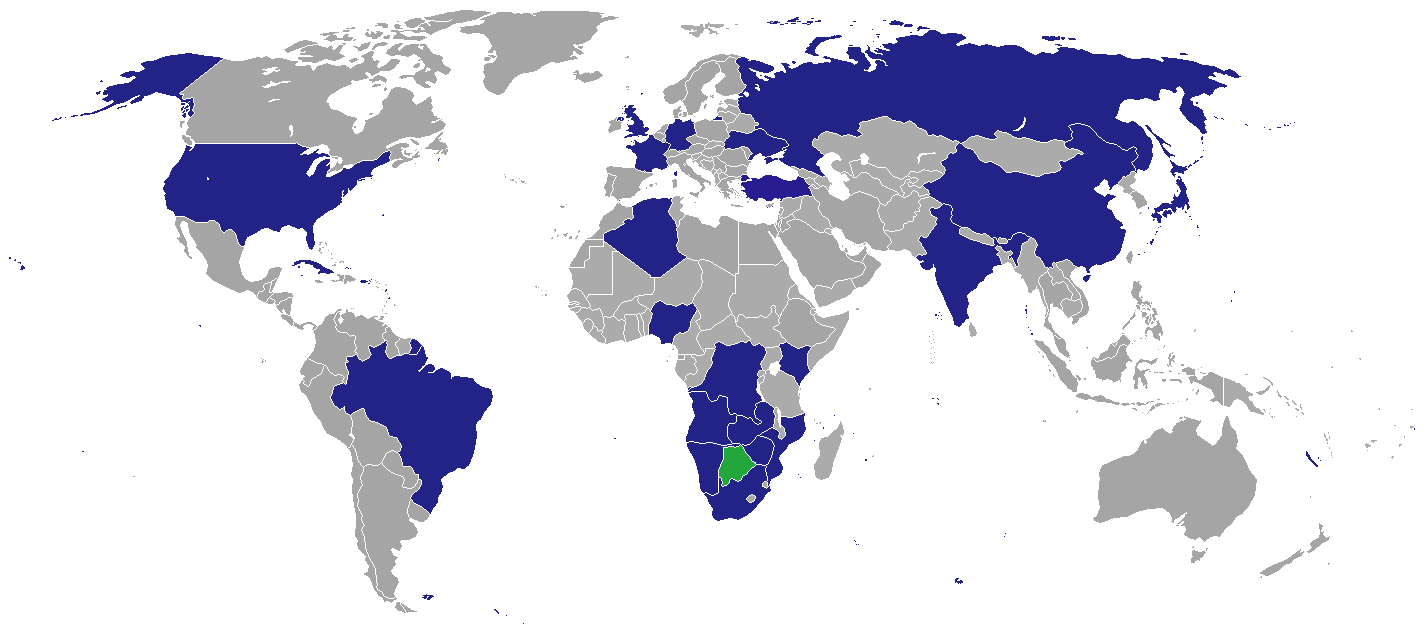
Staaten mit einer Botschaft in Botswana

Die Liste der diplomatischen Vertretungen in Botswana führt Botschaften und Konsulate auf, die im afrikanischen Staat Botswana eingerichtet sind (Stand 2019).

## Botschaften in Botswana
21 Botschaften sind in der Hauptstadt Botswanas eingerichtet (Stand 2019).

### Staaten
| - Angola: Botschaft - Brasilien: Botschaft - Volksrepublik China: Botschaft - Kuba: Botschaft - Frankreich: Botschaft - Deutschland: Botschaft - Indien: Botschaft - Kenia: Botschaft - Libyen: Botschaft - Mosambik: Botschaft - Namibia: Botschaft - Nigeria: Botschaft - Russland: Botschaft - Westsahara: Botschaft - Südafrika: Botschaft - Sambia: Botschaft - Simbabwe: Botschaft - Türkei: Botschaft - Vereinigtes Königreich: Botschaft - Vereinigte Staaten: Botschaft |